# Pfeffikon
Pfeffikon is een plaats in het Zwitserse kanton Luzern en telt 720 inwoners.

## Geschiedenis
De gemeente maakte deel uit van het toenmalige district Sursee tot dit in 2007 werd opgeheven. In 2013 gin Pfeffikon op in de gemeente Rickenbach.